# Показательные уравнения
Показательное уравнение — это уравнение, в котором неизвестная величина находится в показателе степени.

## Примеры показательных уравнений
- {\displaystyle a^{x}=b} — простейшее показательное уравнение. В данном уравнении {\displaystyle a}, {\displaystyle b} — известные постоянные величины, а {\displaystyle x} — неизвестная величина .
- {\displaystyle 2^{x}+5x=40} — показательное уравнение
- {\displaystyle 7^{f(x)}+49^{g(x)}=49} — показательное уравнение

## Виды уравнений
- Уравнения, состоящие из показательных функций с одним основанием.
- Уравнения, состоящие из показательных функций с разными основаниями.

## Методы решения уравнений
- Одним из методов решения показательных уравнений является метод логарифмирования.
- Следующим методом решения показательного уравнения является введение новой переменной: 
  - Например, чтобы решить уравнение {\displaystyle 9^{3x+3}+3^{2x+9}=739}, можно воспользоваться подстановкой {\displaystyle y=3^{x}}.
  - приведение показательного уравнения к квадратному.
- Метод вынесения общего множителя за скобки
- Метод использования монотонности показательной функции